# ماونت لینا (مریلند)
ماونت لینا (به انگلیسی: Mount Lena) شهری در ایالت مریلند کشور ایالات متحده آمریکا است که جمعیت آن در سرشماری سال ۲۰۱۰ میلادی، ۵۱۵ نفر بوده‌است.